# Noël Lacroix
Pour les articles homonymes, voir Lacroix.
Noël Lacroix, né le 31 janvier 1746 à Bordeaux et mort le 24 juin 1813 dans la même ville, est un prêtre catholique français, supérieur de séminaire (1807-1809) et chanoine honoraire puis titulaire de la cathédrale Saint-André de Bordeaux (1802-1813).

## Biographie

### Famille
Né le 31 janvier 1746 à Bordeaux et baptisé le 2 février suivant à l'église Saint-André, Noël Lacroix est le troisième des quatre enfants de Barthélemy Lacroix, maître perruquier et de Marie Bergey demeurant à Bordeaux (Gironde), paroisse Saint-Siméon.

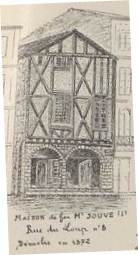
Immeuble des Lacroix au 4 rue du Loup à Bordeaux (devenu le n° 8).

### Formation cléricale
À l'âge de treize ans, il est placé par son père dans une maison de commerce, mais il tend vers le sacerdoce et à la suite de l'intervention de l'abbé Allary, de la paroisse Sainte-Colombe il entre au collège de Guyenne à l'âge de quinze ans où il suit des études théologiques tout en consacrant une partie de son temps libre à des activités apostoliques tant au sein des hôpitaux, des prisons que dans la rue,.
Revêtu du sacerdoce, il est nommé en décembre 1770 vicaire de la paroisse de Saint-Estèphe auprès de l'archiprêtre; il y reste pendant deux ans. Il est rappelé à Bordeaux en 1771 où il devient bénéficier de l'église Sainte-Colombe.

### Prêtre à Sainte-Colombe (1771-1791)
Au sein de la paroisse Sainte-Colombe, à vingt-cinq ans, Noël Lacroix exerce son ministère pendant dix-huit ans jusqu'à la Révolution avec succès comme en témoigne le chanoine Gaussens : « Humble prêtre, sans mission spéciale, par le mouvement de son zèle et de l'Esprit de Dieu, qui le guidait, l'abbé Lacroix entreprit, lui seul, l'éducation des jeunes ecclésiastiques placés en dehors des séminaires et son entreprise lui réussit. Bordeaux vit avec admiration ce que Paris avait vu un siècle auparavant. Sainte-Colombe c'était Saint-Lazare, Noël Lacroix c'était Vincent de Paul. ».
Depuis le milieu du mois d'avril 1791, l'église Sainte-Colombe, devenue bien national, est fermée et les curés et bénéficiers habitant dans des immeubles appartenant à l'ancien conseil de fabrique de Sainte-Colombe reçoivent l'ordre de quitter les logements qu'ils occupaient. Noël Lacroix étant copropriétaire d'un immeuble familial au 4 rue du Loup, à cent mètres de là, peut maintenir sa présence au sein de la paroisse.

### Prêtre réfractaire à Bordeaux (1791-1794)
Comme tous les desservants de Sainte-Colombe, il refuse de prêter serment à la constitution civile du clergé. Les prêtres réfractaires étant alors poursuivis et arrêtés, il se cache dans son immeuble de la rue du Loup où il continue à recevoir ses fidèles et y « célèbre secrètement la messe dans le grenier de son vieux logis ». Après la mort du père Pannetier, guillotiné le 22 juillet 1794, il devient le confesseur de Marie-Thérèse-Charlotte de Lamouroux, future fondatrice de la Maison de la Miséricorde de Bordeaux. Il exerce clandestinement son ministère pendant trois années et quatre mois, d'avril 1791 à peu de temps après fin juillet 1794.

### Exil à Lisbonne (1794-1801)
À l'époque de la Terreur il se réfugie à Lisbonne au Portugal où il ne tarde pas à être distingué ce qui lui vaut le nom de saint prêtre français et d'attirer l'attention des hauts personnages de la Cour : le comte de Mesquitella lui propose de venir loger chez lui et d'accepter les fonctions de précepteur de ses enfants et de ceux du duc de Cadaval, proche parent du Roi du Portugal. Il accepte, à la condition de ne pas être gêné dans ses œuvres. Durant son exil, il écrit : Traité sur la patience et la conformité à la volonté de Dieu (objet d'une édition posthume en 1843) et divers opuscules à l'intention des jeunes gens.

### Retour en France (1801)
Dès que la religion n'est plus persécutée en France, il revient fin 1801 à Bordeaux et organise à titre privé, dans sa maison de la rue du Loup, des cérémonies du culte catholique,.

### Prêtre à Saint-Paul et chanoine honoraire (1802-1807)
Le 28 octobre 1802, « Mgr d'Aviau le nomme chanoine honoraire et prêtre sacriste à Saint-Paul où il renouvelle les œuvres qui avaient donné de si remarquables résultats dans la paroisse Sainte-Colombe ; s'intéresse à toutes les œuvres pieuses ou charitables de Bordeaux et Mgr d'Aviau put dire dans son éloge "qu'il y avait en lui l'étoffe de dix prêtres". Il reprend dans cette paroisse son catéchisme et s'occupe de l'éducation des jeunes clercs,.

### Supérieur de séminaire (1807-1809) et chanoine titulaire à Saint-André (1807-1813)
En 1807 il succède à l'abbé Drivet qui avait réuni quelques jeunes gens aspirant à l'état ecclésiastique. À force d'obstination, il réussit à obtenir que cet embryon de séminaire soit reconnu et puisse occuper l’ancien couvent des capucins. En récompense à tant de zèle, Mgr d'Aviau le fait entrer dans son conseil et lui confère la dignité de chanoine titulaire de la Cathédrale Saint-André de Bordeaux le 18 octobre 1807.
Mais en avril 1808, l'empereur qui passe à Bordeaux au retour de Bayonne, contrarié par une discussion théologique avec l'archevêque et des membres du clergé du diocèse, fait savoir ensuite à l'archevêque qu'il ne reconnaissait plus M. Thierry pour grand vicaire, M. Delort pour secrétaire général ni M. Lacroix pour supérieur du grand séminaire de Bordeaux. 
Le 4 avril 1809, Noël Lacroix assemble ses élèves et après un dernier discours, célèbre la messe et s'en va. Il retourne dans son vieux logis de la rue du Loup, auprès de sa sœur Jeanne et partage son temps entre l'accomplissement de ses devoirs de chanoine titulaire, de directeur spirituel de ses séminaristes et de prêtre auxiliaire de la paroisse Saint-Paul.

### Décès
Le dimanche 13 juin 1813, en descendant de la chaire à Saint-Paul, il se sent malade. Il meurt le 24 juin 1813 d'une fluxion de poitrine. Son corps est porté à la cathédrale Saint-André. Les pauvres forment une haie sur son passage et les personnes les plus recommandables de la Ville ainsi que la jeunesse en foule l'accompagnent. Mgr d'Aviau dit : « Quel prêtre, quel saint nous avons perdu ! ». Il est inhumé au cimetière de la Chartreuse.

## Tombe

### Histoire

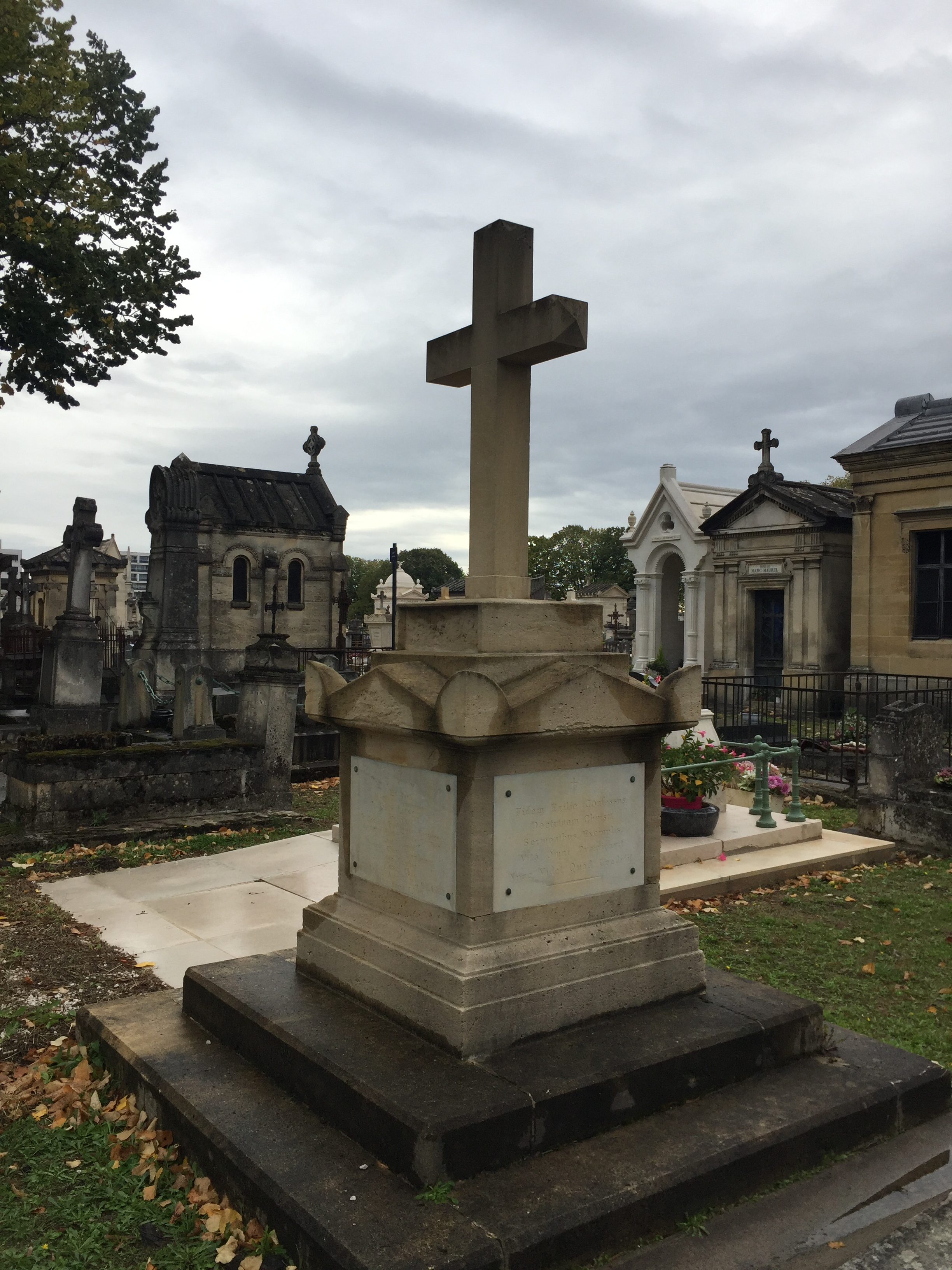
Tombe de Noël Lacroix.

Par subvention recueillie parmi ses amis et ses admirateurs, un monument funéraire est érigé sur sa tombe,,. Il est composé d'une croix en grès gris dressée sur un piédestal cubique dont les faces présentent sur quatre plaques de marbre blanc une épitaphe latine due à Marie-Louis Auguste de Martin du Tyrac de Marcellus, proche du défunt,.  
L’ensemble repose sur une large embase carrée de marbre noir à deux marches.
Cette croix fut la première dressée dans cette vaste nécropole publiquecréée par arrêté du 10 septembre 1791 et occupant le terrain de l'ancien couvent des Chartreux confisqué à la Révolution. Vu l'anti-cléricalisme de l'époque, pour le chanoine Gaussens, « le nom qu'il portait encouragea à cette hardiesse ». 

### Épitaphe

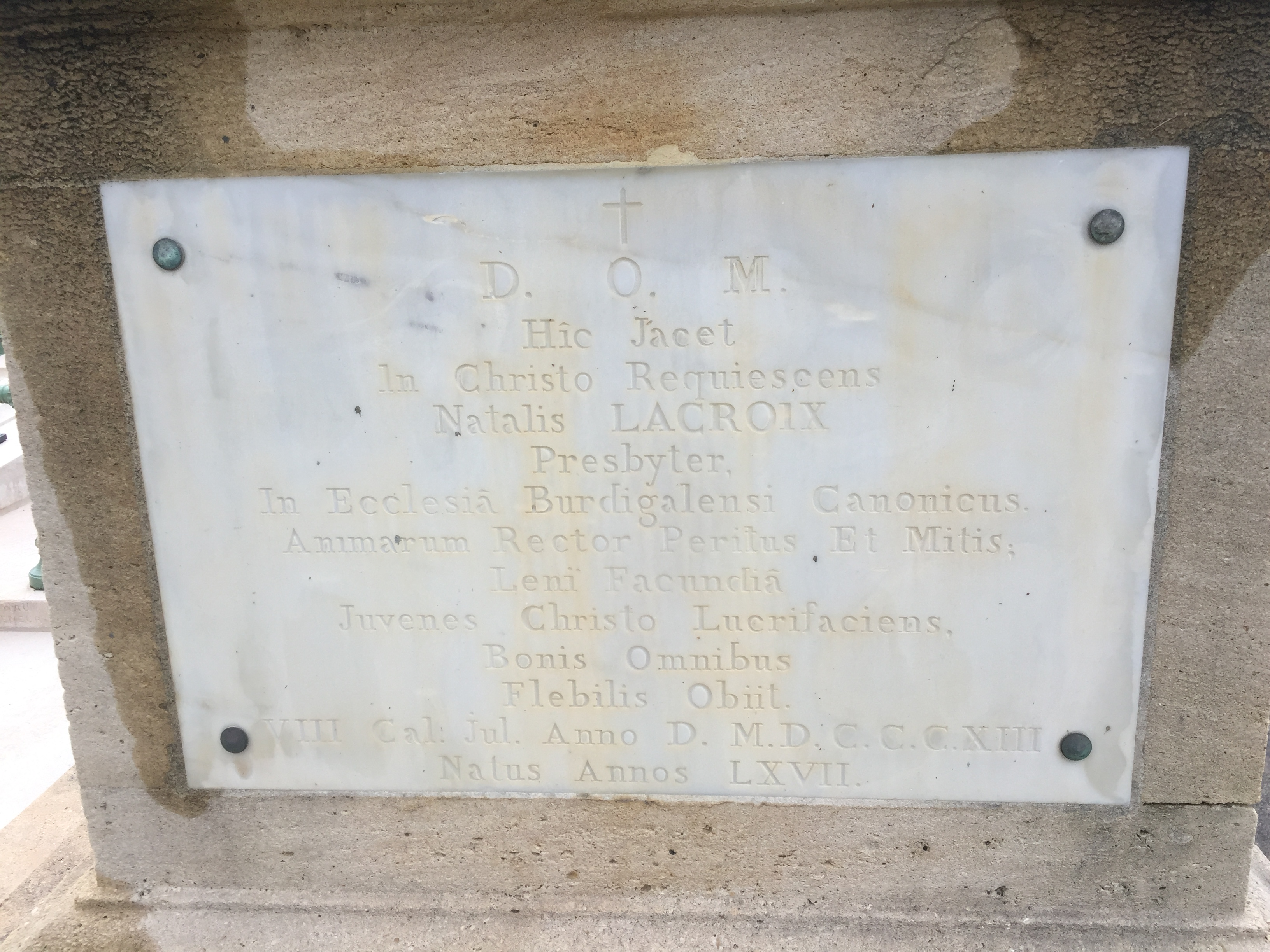
Plaque avant Hic Jacet In Christo Requiescens Natalis LACROIX Presbyter. In Ecclesia Burdigalensi Canonicus Animarum Rector Peritus Et Mitis. Leni Facunclia Juvenes Christo Lucrifaciens. Bonis Omnibus Flebilis Obiit. VIII Cal : Jul. Anno D. M. D. C. C. C. X. III Natus Annos LXVII.
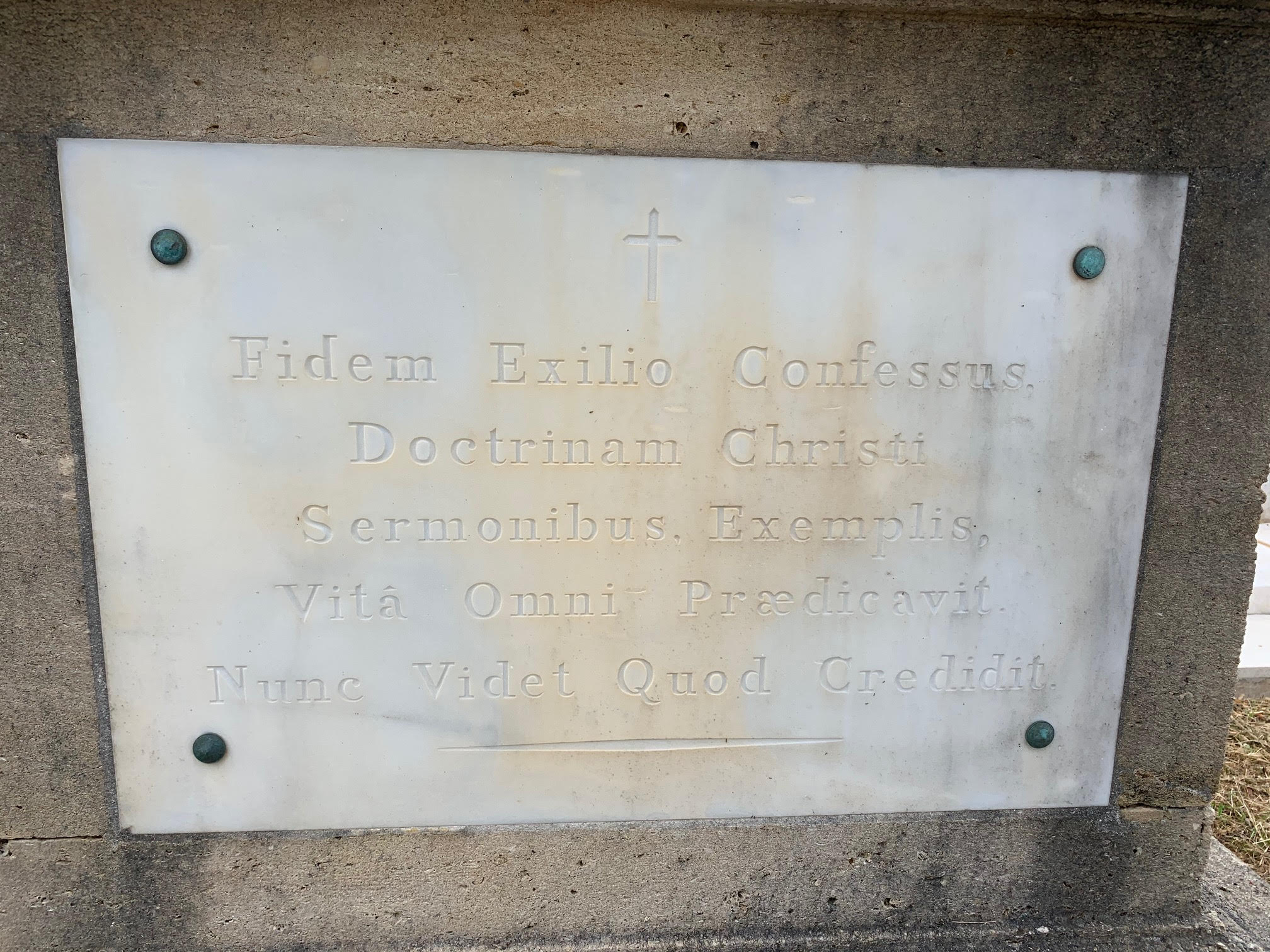
Plaque côté droit Fidem Exilio Confessus. Doctrinam Christi Sermonibus. Exemplis. Vita Omni Prædicavit. Nunc Videt Quod Credidit.
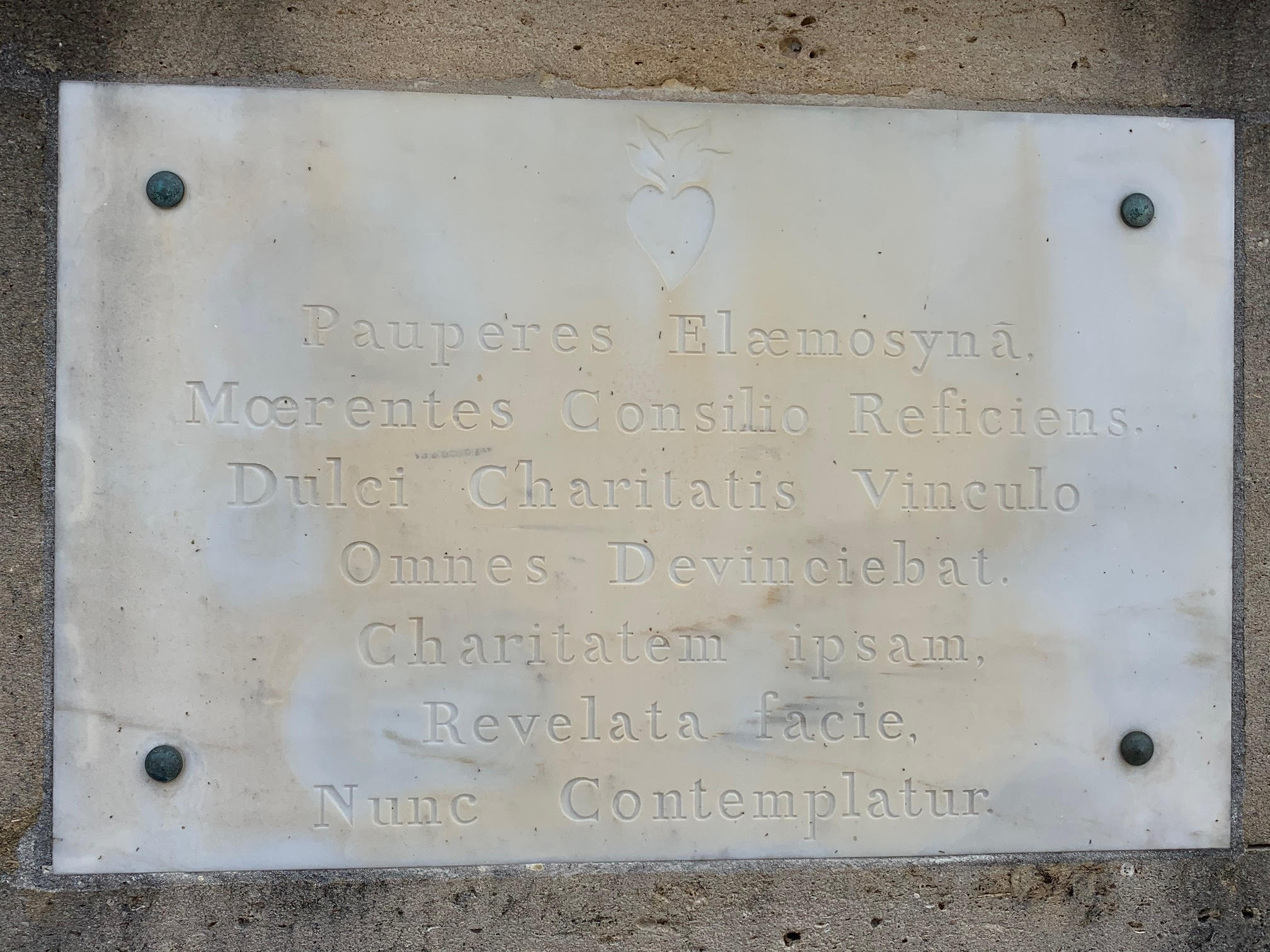
Plaque côté gauche Pauperes Elæmosyna. Mœrentes Consilio Reficiens. Dulci Charitatis Vinculo Omnes Devinciebat. Charitatem ipsam, Revelata facie. Nunc Contemplatur.
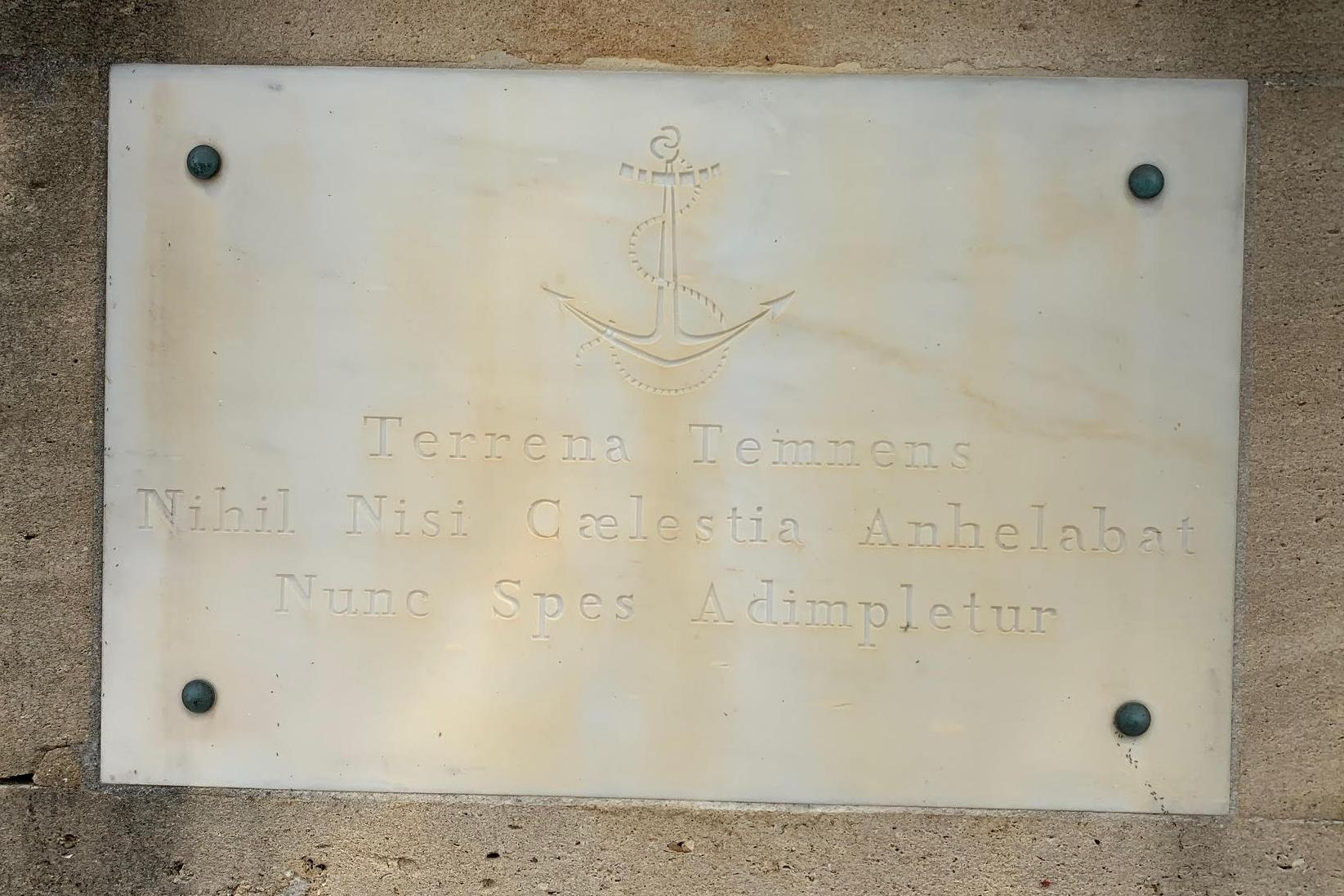
Plaque arrière Terrena Temnens Nihil Nisi Cælestia Anhelabat Nunc Spes Adimpletur.

- Plaque avant
Hic Jacet
In Christo Requiescens
Natalis LACROIX
Presbyter.
In Ecclesia Burdigalensi Canonicus
Animarum Rector Peritus Et Mitis.
Leni Facunclia
Juvenes Christo Lucrifaciens.
Bonis Omnibus
Flebilis Obiit.
VIII Cal : Jul. Anno D.   M. D. C. C. C. X. III
Natus Annos LXVII[Note 2].
- Plaque côté droit
Fidem Exilio Confessus.
Doctrinam Christi
Sermonibus. Exemplis.
Vita Omni Prædicavit.
Nunc Videt Quod Credidit[Note 3].
- Plaque côté gauche
Pauperes Elæmosyna.
Mœrentes Consilio Reficiens.
Dulci Charitatis Vinculo Omnes Devinciebat.
Charitatem ipsam,
Revelata facie.
Nunc Contemplatur[Note 4].
- Plaque arrière
Terrena Temnens
Nihil Nisi Cælestia Anhelabat
Nunc Spes Adimpletur[Note 5].